# Ixora spirei
Ixora spirei är en måreväxtart som beskrevs av Charles-Joseph Marie Pitard. Ixora spirei ingår i släktet Ixora och familjen måreväxter. Inga underarter finns listade i Catalogue of Life.